# Магия шахматного бокса
«Магия шахматного бокса» (кит. 雙馬連環) — тайваньский фильм с боевыми искусствами режиссёра Джозефа Го, вышедший в 1979 году.

## Сюжет
Пао — парень, посещающий местную школу кунг-фу, где над ним издеваются старшие ученики. Тем не менее, повар школы помогает парню и учит его некоторым движениям. Пао хочет учить кунг-фу ради мести за смерть своего отца, в которой виновен убийца Призрачное Лицо. Когда у Пао находят символ убийцы, его исключают из школы. Всё ещё желая учиться, юноша обращается к мастеру по сянци (то есть китайские шахматы) Ци Цзытяню, которого советовал старый повар, для тренировок. Цзытянь — старый враг убийцы, он рассказывает о своём прошлом: он был мастером кунг-фу, который господствовал в районе со своими соратниками, но был вынужден залечь на дно после тяжёлого ранения в драке, теперь он живёт под пристальным наблюдением Призрачного Лица. Цзытянь соглашается учить Пао своему шахматному кунг-фу.
Наконец парень выучивает стратегическую связь между шахматами и кунг-фу. Цзытянь и Пао объединяются, используя стиль двойной лошади (ссылка на сянци), и побеждают убийцу.

## В ролях
| Актёр        | Роль                |
| ------------ | ------------------- |
| Джек Лун     | учитель Ци Цзытянь  |
| Ли Иминь     | Пао                 |
| Марк Лун     | Призрачное Лицо     |
| Юнь Сиутхинь | шеф-повар Юань Кунь |
| Джинни Чжан  | внучка Цзытяня      |
| Ван Цишэн    | Чао Юньлун          |
| Рики Чэн     | ученик              |
| Сяо Худоу    | старший ученик      |

## Съёмочная группа
- Компания: Hong Hwa International Films (H.K.) Ltd.
- Продюсер: Го Цзятай
- Исполнительный продюсер: Джозеф Го
- Режиссёр и сценарист: Джозеф Го
- Исполнительный директор: Цзян Нань
- Ассистент режиссёра: Чэнь Чуньюй
- Постановка боевых сцен: Рики Чэн, Ван Цишэн, Ван Юншэн
- Художник-постановщик: Ли Баолинь
- Монтаж: Хуан Цюгуй
- Грим: Лю Сяофан
- Дизайнер по костюмам: Чэн Юйлань
- Оператор: Чжан Хуэйгун
- Композитор: Хуан Маошань

## Восприятие
Работа Джозефа Го получила весьма позитивные отзывы от кинокритиков. Борис Хохлов с сайта HKCinema оценивает картину в 4 звезды из 5: 
... этот фильм — безусловная классика, представляющая несколько великолепно поставленных боёв, очень даже приличную (по меркам кино о кунг-фу 70-х годов) игру актёров и собственно актёров-звёзд того времени в главных ролях.
 Эндрю Сароч с Far East Films ставит фильму аналогичную оценку и пишет заключение: 
Отличительная особенность — обильные боевые сцены, которые не просто захватывающие, но также имеют уровень творческой фантазии, который не всегда можно увидеть в независимом кино про кунг-фу.